# Quarna Sopra
Quarna Sopra (Quarnà zura in piemontese, Quarna  Zura in dialetto ossolano) è un comune italiano di 241 abitanti della provincia del Verbano-Cusio-Ossola in Piemonte.

## Geografia fisica

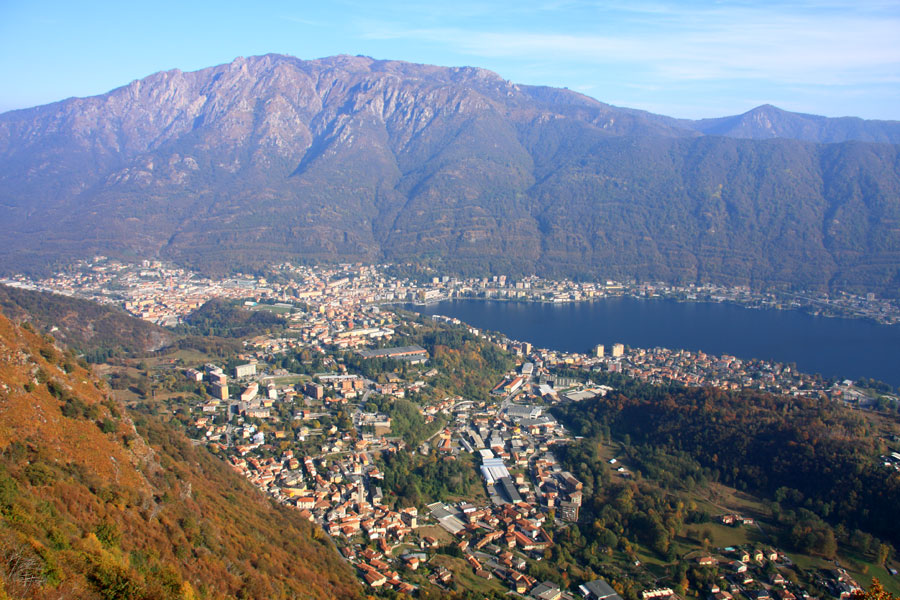
Panorama di Omegna dal belvedere di Quarna Sopra

Da Omegna si raggiunge il paese di Quarna Sopra superando un dislivello di oltre 500 metri percorrendo una strada di montagna che si snoda per 8 km. Il paese è dominato da nord dal Monte Mazzocone (1.424 m).
Dalla località Belvedere, più precisamente dall'area dell'ex tiro al piattello, si apre l'ampio panorama del Lago d'Orta e della pianura sottostante fino a Novara e nelle giornate più limpide si possono intravedere persino i rilievi dell'Appennino ligure.

## Storia
I primi documenti che attestano con certezza la presenza di un nucleo abitato, risalgono al XII secolo. In quel periodo gli abitanti erano dediti all'allevamento del bestiame, alla coltivazione della segale ed alle attività silvo-pastorali tipiche delle regioni alpine, che si sono protratte ininterrottamente fino alla fine degli anni '40 del XX secolo.
Il centro storico del paese è situato a Nord nell'attuale configurazione urbana, precisamente nella zona chiamata "Cantun Zura". Centro di questa zona è la Piazza Pasquer ove un tempo si svolgeva la "credenza" o consiglio degli anziani, ove si affaccia la chiesetta di S. Rocco risalente al XIV secolo. Altri oratori e cappellette devozionali sorsero un po' ovunque, sia nel centro abitato che lungo i sentieri di campagna. La chiesa parrocchiale, dedicata a S. Stefano, venne eretta nel 1517.
Qui agli inizi del settecento fu installato dalla bottega Serassi un grande organo, ristrutturato mezzo secolo più tardi dai fratelli Mentasti di Novara, riconosciuto tra i primi del Piemonte per dimensioni ed importanza.
Alla fine dell'Ottocento iniziò a svilupparsi l'artigianato del legno, fino a raggiungere, verso la metà degli anni 1960, la considerevole cifra di circa 54 piccole aziende. Ora quest'attività è praticamente scomparsa. In paese è nata nel 1989, una libreria antiquaria che si occupa principalmente di libri relativi a viaggi, esplorazioni, montagna e cultura alpina.
Durante il fascismo il Paese fu unito a Quarna Sotto con il semplice nome di Quarna; otto donne locali contestarono quest'unione forzata dei due comuni, per questo vennero incarcerate per un mese.

### Simboli
Lo stemma e il gonfalone sono stati concessi con decreto del presidente della Repubblica del 27 aprile 1995.
Il gonfalone è un drappo di bianco.

## Monumenti e luoghi d'interesse
- Chiesa parrocchiale di Santo Stefano (costruita nella seconda metà del XVI secolo su una chiesa preesistente);
- Oratorio della Madonna del Pero (fine del XVI secolo);
- Santuario del Fontegno (XVII secolo);
- Oratorio di San Rocco (XIII- XIV secolo);
- Area Panoramica Belvedere, costruita negli anni '60 come località di tiro al volo costituisce oggi un bellissimo balcone panoramico posto a 600 metri sopra il Lago d'Orta;
- Monte Gioco (Mungiog, in dialetto locale), appena fuori dal paese consiste in un manufatto circolare, di probabile origine celtica, considerato un luogo sacro in cui, oltre all'amministrazione del culto, venivano eseguite anche le osservazioni astronomiche finalizzate alla ritualità, alla misura del tempo ed alla gestione del calendario agricolo e pastorale. Da questo punto di vista la posizione geografica del sito è molto favorevole in quanto il profilo dell’orizzonte naturale locale apparente offre svariati punti di collimazione (foresights)[8].

## Società

### Evoluzione demografica
Abitanti censiti

### Istituzioni, enti e associazioni
Numerose associazioni sono impegnati sul territorio:
- l'Associazione Turistica Pro Quarna Sopra si occupa dell'organizzazione di eventi di carattere turistico e ricreativo;
- il Corpo Musicale "Comm. Egidio Rampone" di Quarna Sotto è sempre presente nelle principali occasioni di festa;
- il Gruppo Alpini;
- l'Associazione Pescatori Sportivi delle Quarne di Quarna Sotto gestisce la vasca di Vorio utilizzata per la pratica della pesca;
- la Polisportiva Quarnese di Quarna Sotto è attiva nell'ambito sportivo;
- il Gruppo Folkloristico "Matai d'Cà Noscta" (letteralmente: "I ragazzi di casa nostra") vuole ricordare e diffondere le antiche tradizioni di Quarna Sopra.

## Cultura

### Paese dipinto
Nel 2017 due artisti (Andrea Mandalari e Maurizio D'Angiò) iniziarono a dipingere sui muri delle case, in accordo con i proprietari, due grandi murales. Dall'interesse suscitato dalla popolazione e dall'entusiasmo dell'amministrazione comunale viene organizzato nell'estate 2018 il Primo Festival del Muro Dipinto. Dal 6 al 12 agosto 2018 sei artisti (tra cui lo stesso Mandalari) si sono cimentati nella realizzazione di sei nuovi murales e un mosaico in trencadìs. A completare l'atmosfera del festival la presenza di musicisti durante il giorno e la tradizionale festa del paese.
Quarna Sopra conta dopo il Festival del 2019 14 murales e 2 mosaici.
Il Festival del Muro dipinto del 2020 svolto dal 8 al 15 agosto ha portato 8 murales.
Quarna paese dipinto presenta un percorso artistico di 24 dipinti, un museo a cielo aperto fra le vie del piccoli borgo montano.

## Amministrazione

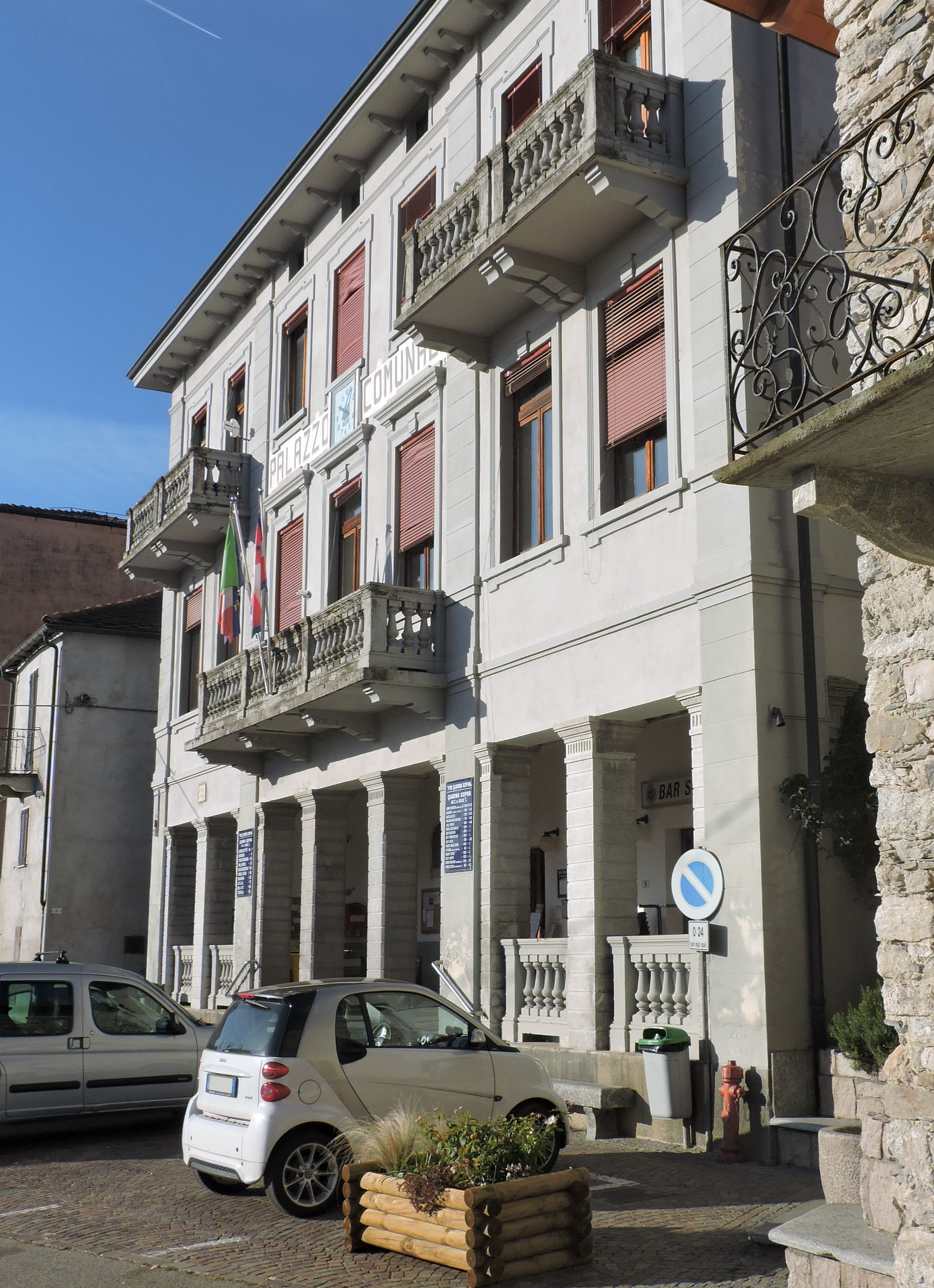
Il municipio

Di seguito è presentata una tabella relativa alle amministrazioni che si sono succedute in questo comune.
| Periodo        | Periodo        | Primo cittadino      | Partito                                        | Carica  | Note   |
| -------------- | -------------- | -------------------- | ---------------------------------------------- | ------- | ------ |
| 24 aprile 1995 | 14 giugno 1999 | Marco Quaretta       | lista civica                                   | Sindaco | [ 11 ] |
| 14 giugno 1999 | 14 giugno 2004 | Marco Quaretta       | lista civica                                   | Sindaco | [ 11 ] |
| 14 giugno 2004 | 8 giugno 2009  | Augusto Quaretta     | lista civica                                   | Sindaco | [ 11 ] |
| 8 giugno 2009  | 26 maggio 2014 | Carlo Quaretta       | lista civica                                   | Sindaco | [ 11 ] |
| 26 maggio 2014 | 27 maggio 2019 | Carlo Quaretta       | lista civica Uniti per Quarna Sopra            | Sindaco | [ 11 ] |
| 27 maggio 2019 | 10 giugno 2024 | Augusto Quaretta     | lista civica Uniti per Quarna Sopra            | Sindaco | [ 11 ] |
| 10 giugno 2024 | in carica      | Giuliana Pettinaroli | lista civica Quarna Sopra: Tradizione e Futuro | Sindaco | [ 11 ] |

### Appartenenza ad enti locali sovracomunali
Il comune faceva parte della Comunità montana Due Laghi, Cusio Mottarone e Val Strona, soppressa nel 2012. Oggi fa parte dell'Unione montana della Valle Strona e delle Quarne.